# ピエール・デュドネ
ピエール・デュドネ（Pierre Dieudonne、1947年3月24日 - ）は、ベルギーのブリュッセル出身の元レーシングドライバー、自動車ジャーナリスト。

## 経歴
1970年初頭からキャリアを開始し、1976年からヨーロッパツーリングカー選手権に参戦し、いきなりチャンピオンを獲得した。1980年にも、母国ベルギーのツーリングカー選手権にもマツダ・RX-7で参戦しシリーズチャンピオンに輝く。その後もツーリングカーレースで活躍する一方で、スパ・フランコルシャン24時間レース（スパ24時間）やル・マン24時間レースにも参戦。スパ24時間では、参戦初年度の1974年と翌年にクラス優勝を達成。1988年にもクラウス・ルートヴィッヒ、ティエリー・ブーツェンと共にフォード・シエラで参戦し、クラス優勝し、総合でも2位に入る成績だった。ルマンでも1977年にクラス優勝し、1987年からは、マツダスピードより参戦。1989年までの3年間クラス優勝を達成。1991年まで引き続きマツダ・スピードより参戦した。また日本でも全日本スポーツプロトタイプカー耐久選手権や全日本ツーリングカー選手権（JTC）に参戦し、活躍した。
1987年にエッセンベルガーモータースポーツでワークスのフォードチームのために、フォード・シエラ RSコスワースおよびRS500をドライブするため1987年の世界ツーリングカー選手権に参戦。チームメイトは 西ドイツのペアであるクラウス・ルートヴィッヒとクラウス・ニーヅビーズ、そしてイギリス人の スティーブ・ソパーであった。
オーストラリアのカルダーパークレースウェイで選手権の第8ラウンド、ボブジェーンTマーツ500で優勝。NASCARスタイルの「サンダードーム」のハイバンクオーバルはソパーとドライブし、選手権で5位に入る（なお、デュドネとソパーは、オーストラリアでカルダーレースの前週にバサースト1000で優勝したが、違法なホイールアーチの修正で失格となっている）。1988年シーズンはヨーロッパツーリングカー選手権で、再びエッゲンベルガーで3位に。
1989年のイギリスツーリングカー選手権のJQMFエンジニアリングの1ラウンドで、クリス・ホジェッツとフォード・シエラ RS500で参戦。 その同じ年彼はマツダスピードでホジェツとデビッド・ケネディとで1989年のル・マン24時間レースでGTPクラスで優勝。1991年のル・マン24時間レースでは、マツダスピードのC2クラスのマツダ・787で8位に入賞。
また、バザースト1000での走行のためにオーストラリアへ移り、1987年の失格の後、1988年にアンドレア・バグノールと一緒にシエラをドライブするために戻ってきた。バニャルのシエラはアンディ・ロウズの 「キットカー」で デュドネが7位で予選を通過した後、車は過熱状態に陥り、予定された161周のうち9周しか走らなかった。グレッグ・ハンスフォードと一緒にアレン ・モファット・レーシングのためにエッゲンバーガーが作ったシエラを運転するため1989年に戻り、1990年には再びモファットでレースをした「ザデュード」（オーストラリアで知られている）は、両方のチームカーを運転し、ハンスフォードとニーツヴィエッツと共有した車でDNFを記録。自身のキャリア活動にピリオドを打った。

## キャリア戦績
| シーズン | シリーズ                                       | 順位 | 使用車両                                             | チーム                                        |
| -------- | ---------------------------------------------- | ---- | ---------------------------------------------------- | --------------------------------------------- |
| 1973年   | ヨーロッパ フォーミュラ スーパー ヴィー 選手権 | 21位 |                                                      |                                               |
| 1975年   | イギリス・フォーミュラ3選手権                  | 9位  | マーチ・753-BMW                                      | バング＆オルフセン チーム ミシェル ヴァイヨン |
| 1975年   | イタリア・フォーミュラ3選手権                  | NC   | マーチ・753-BMW                                      | バング＆オルフセン チーム ミシェル ヴァイヨン |
| 1976年   | イギリス・フォーミュラ3選手権                  | 18位 | マーチ・743-トヨタ                                   | Dr. Joseph Ehrlich                            |
| 1976年   | イギリス・フォーミュラ3選手権                  | 21位 | マーチ・743-トヨタ                                   | Dr. Joseph Ehrlich                            |
| 1976年   | ヨーロッパツーリングカー選手権                 | 1位  | BMW・3.0 CSL                                         | Luigi Racing                                  |
| 1977年   | ヨーロッパツーリングカー選手権                 | 3位  | BMW・3.0 CSL                                         | Luigi Racing                                  |
| 1977年   | イギリス・フォーミュラ3選手権                  | 25th | Ehrlich ES6-トヨタ                                   | Dr. Joseph Ehrlich                            |
| 1979年   | ヨーロッパツーリングカー選手権                 | 3位  | BMW・3.0 CSL                                         | Luigi Racing                                  |
| 1980年   | ベルギーツーリングカー選手権                   | 1位  | マツダ・RX-7                                         | Tom Walkinshaw Racing                         |
| 1982年   | スポーツカー世界選手権                         | 70位 | フェラーリ・512BB LM                                 | Prancing Horse Farm Racing                    |
| 1982年   | スポーツカー世界選手権                         | 70位 | URD・C81-BMW                                         | URD Junior                                    |
| 1985年   | ヨーロッパツーリングカー選手権                 | 9位  | ボルボ・240T                                         | Eggenberger Motorsport                        |
| 1985年   | スポーツカー世界選手権                         | 93位 | Cheetah G604-アストンマーティン                      | Cheetah Switzerland                           |
| 1986年   | ヨーロッパツーリングカー選手権                 | 12位 | フォード・シエラ XR4Ti                               | Eggenberger Motorsport                        |
| 1987年   | 世界ツーリングカー選手権                       | 5位  | フォード・シエラ RSコスワース フォード・シエラ RS500 | Eggenberger Motorsport                        |
| 1988年   | ヨーロッパツーリングカー選手権                 | 3位  | フォード・シエラ RS500                               | Eggenberger Motorsport                        |
| 1988年   | ベルギーツーリングカー選手権 Div 2             | 25位 | スズキ・カルタス GTi                                 | Suzuki Belgium                                |
| 1989年   | イギリスツーリングカー選手権                   | 50位 | フォード・シエラ RS500                               | JQF Engineering                               |
| 1989年   | スポーツカー世界選手権                         | 46位 | マツダ・767B                                         | マツダスピード                                |
| 1989年   | ドイツツーリングカー選手権                     | 37位 | フォード・シエラ RS500                               | Ringshausen Motorsport                        |
| 1990年   | オーストラリア耐久選手権                       | 41位 | フォード・シエラ RS500                               | Allan Moffat Racing                           |
| 1990年   | 全日本スポーツプロトタイプカー耐久選手権       | 26位 | マツダ・767B マツダ・787                             | マツダスピード                                |
| 1991年   | 全日本スポーツプロトタイプカー耐久選手権       | 33位 | マツダ・787B                                         | マツダスピード                                |
| 1991年   | スポーツカー世界選手権                         | 34位 | マツダ・787B                                         | マツダスピード                                |

### 世界ツーリングカー選手権
| 年     | チーム                                 | 使用車両                     | 1       | 2     | 3     | 4       | 5       | 6     | 7      | 8       | 9     | 10    | 11    | 順位 | ポイント |
| ------ | -------------------------------------- | ---------------------------- | ------- | ----- | ----- | ------- | ------- | ----- | ------ | ------- | ----- | ----- | ----- | ---- | -------- |
| 1987年 | フォード・テキサコ・レーシング・チーム | フォード・シエラRSコスワース | MNZ DSQ | JAR 4 | DIJ 4 | NÜR Ret | SPA Ret |       |        |         |       |       |       | 5位  | 193      |
| 1987年 | フォード・テキサコ・レーシング・チーム | フォード・シエラ RS500       |         |       |       |         |         | BRN 2 | SIL 13 | BAT DSQ | CLD 1 | WEL 3 | FSW 5 | 5位  | 193      |

- 太字はポールポジション、斜字はファステストラップ。(key)

### 全日本ツーリングカー選手権
| 年     | 所属チーム | 使用車両               | クラス | 1   | 2   | 3   | 4   | 5     | 6   | 順位 | ポイント |
| ------ | ---------- | ---------------------- | ------ | --- | --- | --- | --- | ----- | --- | ---- | -------- |
| 1985年 |            | ボルボ・240T           | DIV.3  | SUG | TSU | NIS | SUZ | FSW 1 |     |      |          |
| 1987年 |            | フォード・シエラ RS500 | DIV.3  | NIS | SEN | TSU | SUG | FSW 3 | SUZ |      |          |

### アジア太平洋ツーリングカー選手権
（ キー ）（ 太字はレースのポールポジションを示す）（ イタリック体のレースの最速ラップタイムを示しています）
| 年     | チーム                      | 使用車両               | 1       | 2       | 3     | 4   | DC | ポイント |
| ------ | --------------------------- | ---------------------- | ------- | ------- | ----- | --- | -- | -------- |
| 1988年 | ミーデッケ モータースポーツ | フォード・シエラ RS500 | BAT Ret | WEL Ret | PUK 7 | FJI | NC | 0        |

### ル・マン24時間
| 年     | チーム                                  | コ・ドライバー                                | 車両                 | クラス   | 周回数 | 総合順位 | クラス順位 |
| ------ | --------------------------------------- | --------------------------------------------- | -------------------- | -------- | ------ | -------- | ---------- |
| 1977年 | ルイージ・レーシング                    | ジャン・ジェンスバル スパルタコ・ディーニ     | BMW・3.0 CSL         | IMSA     | 294    | 8位      | 1位        |
| 1980年 | JMS レーシング チャールズ・ポッツィ     | ジャン・ジェンスバル エルヴェ・ルグー         | フェラーリ・512BB LM | IMSA     | 312    | 10位     | 3位        |
| 1981年 | レンノッド レーシング                   | ジャン・ジェンスバル ジーン・ポール・リベール | フェラーリ・512BB LM | IMSA     | 320    | 9位      | 3位        |
| 1982年 | プランシング ホース フォーム レーシング | カーソン・ベアード ジーン・ポール・リベール   | フェラーリ・512BB LM | IMSA GTX | 322    | 6位      | 3位        |
| 1984年 | マツダスピード                          | 従野孝司 寺田陽次郎                           | マツダ・727C         | C2       | 261    | 20位     | 6位        |
| 1986年 | マツダスピード Co. Ltd.                 | デビット・ケネディ マーク・ギャルビン         | マツダ・757          | GTP      | 137    | DNF      | DNF        |
| 1987年 | マツダスピード Co. Ltd.                 | デビット・ケネディ マーク・ギャルビン         | マツダ・757          | GTP      | 319    | 7位      | 1位        |
| 1988年 | マツダスピード Co. Ltd.                 | 寺田陽次郎 デビット・ケネディ                 | マツダ・757          | GTP      | 337    | 15位     | 1位        |
| 1989年 | マツダスピード Co. Ltd.                 | デビット・ケネディ クリス・ホジェッツ         | マツダ・767B         | GTP      | 368    | 7位      | 1位        |
| 1990年 | マツダスピード Co. Ltd.                 | ステファン・ヨハンソン デビット・ケネディ     | マツダ・787          | GTP      | 147    | DNF      | DNF        |
| 1991年 | マツダスピード Co. Ltd. オレカ          | 従野孝司 寺田陽次郎                           | マツダ・787B         | C2       | 346    | 8位      | 8位        |

### スパ・フランコルシャン24時間
| 年     | チーム                                    | コ・ドライバー                                                    | 車両                          | クラス | 周回数   | 総合順位 | クラス順位 |
| ------ | ----------------------------------------- | ----------------------------------------------------------------- | ----------------------------- | ------ | -------- | -------- | ---------- |
| 1974年 | ルイージ・レーシング                      | ジャン・ジェンスバル アラン・ペルティエ                           | BMW・3.0 CSi                  | Div.4  | 194      | 1位      | 1位        |
| 1975年 | ルイージ・レーシング                      | ジャン・ジェンスバル フィエラント・ド・ヒューズ                   | BMW・3.0 CSi                  | Div.4  | 300      | 1位      | 1位        |
| 1976年 | ルイージ・レーシング                      | ジャン・ジェンスバル マルティーノ・フィノット                     | BMW・3.0 CSi                  | Div.4  | NA       | DNF      | DNF        |
| 1977年 | ルイージ BMW レーシング with カストロール | ジャン・ジェンスバル                                              | BMW・530i US                  | +2500  | NA       | DNF      | DNF        |
| 1978年 | ルイージ・レーシング ロット               | ジョ・デ・ゲルデール J.P.ウィーレマンス                           | BMW・530i US                  | +2500  | 281      | 9位      | 7位        |
| 1979年 | チーム ウィレメ                           | ティエリー・ブーツェン フィリップ・ベルヴォエ                     | BMW・530i                     | +2500  | NA       | DNF      | DNF        |
| 1980年 | ジュマ                                    | エディ・ジューセン ダーク・フェルメールシュ                       | BMW・530i                     | +2500  | 425      | 2位      | 2位        |
| 1981年 | トム・ウォーキンショー・レーシング        | トム・ウォーキンショー                                            | マツダ・RX-7                  | -2500  | 456      | 1位      | 1位        |
| 1982年 | チーム モチュール ジャガー                | ジェフ・アラム ピート・ロヴェット                                 | ジャガー・XJS                 | Div.3  | (9時間)  | DNF      | DNF        |
| 1983年 | TWR ジャガー レーシング with モチュール   | トム・ウォーキンショー                                            | ジャガー・XJS                 | Div.3  | (11時間) | DNF      | DNF        |
| 1984年 | GTM エンジニアリング                      | ミシェル・デルコート フィリップ・ベルヴォエ ジャン-マリー・バート | ボルボ・240T                  | Div.3  | 422      | 15位     | 15位       |
| 1985年 | エッゲンバーガー モータースポーツ         | カルロ・ロッシ ディディエ・セイス                                 | ボルボ・240T                  | Div.3  | 489      | 4位      | 4位        |
| 1986年 | エッゲンバーガー モータースポーツ         | ジークフリート・ミュラー Jr. マヌエル・ロイター                   | フォード・シエラ XR4Ti        | Div.3  | 35       | DNF      | DNF        |
| 1987年 | エッゲンバーガー モータースポーツ         | スティーブ・ソパー フィリップ・ストレイフ                         | フォード・シエラ RSコスワース | Div.3  | 322      | DNF      | DNF        |
| 1988年 | エッゲンバーガー モータースポーツ         | クラウス・ルートヴィッヒ ティエリー・ブーツェン                   | フォード・シエラ RS500        | Div.3  | 506      | 2位      | 1位        |

### セブリング12時間
| 年     | チーム               | 車両         | チームメイト                                | 順位           | 理由         |
| ------ | -------------------- | ------------ | ------------------------------------------- | -------------- | ------------ |
| 1981年 | Z＆Wエンタープライズ | マツダ・RX-7 | ピエール・ホネガー ジャン・ポール・リベール | 故障でリタイア | ガソリン切れ |

### バサースト1000
| 年     | チーム                              | 共同ドライバー                                  | 使用車両               | クラス | ラップ | Pos. | Class Pos. |
| ------ | ----------------------------------- | ----------------------------------------------- | ---------------------- | ------ | ------ | ---- | ---------- |
| 1987年 | フォード テキサコ レーシング チーム | スティーブ・ソパー                              | フォード・シエラ RS500 | 1      | 161    | DSQ  | DSQ        |
| 1988年 | アンドリュー・バグナル              | アンドリュー・バグナル                          | フォード・シエラ RS500 | A      | 9      | DNF  | DNF        |
| 1989年 | アラン モファット エンタープライズ  | グレッグ・ハンスフォード                        | フォード・シエラ RS500 | A      | 30     | DNF  | DNF        |
| 1990年 | アラン モファット エンタープライズ  | フランク・ビエラ クラウス・ニーヅビーズ         | フォード・シエラ RS500 | 1      | 151    | 10位 | 10位       |
| 1990年 | アラン モファット エンタープライズ  | グレッグ・ハンスフォード クラウス・ニーヅビーズ | フォード・シエラ RS500 | 1      | 138    | DNF  | DNF        |